# Hdparm
hdparm ist ein Computerprogramm zum Lesen und Setzen von Parametern für ATA-Laufwerke unter Linux und Windows. hdparm steht unter der BSD-Lizenz und ist somit freie Software.
Mit hdparm können unter anderem die Einstellungen für DMA und Tagged Command Queuing und der ATAPI-Transfermodus geändert werden. In vielen Fällen kann damit bei EIDE-Festplatten sowie CD-ROM- und DVD-Laufwerken die Geschwindigkeit deutlich erhöht werden, aber hdparm-Befehle können auch zu Datenverlust und sogar zu Beschädigung von Festplatten und Controllern führen. Z. B. sollte ein Verwechseln der Optionen -w mit -W vermieden werden. hdparm wird über die Kommandozeile aufgerufen. Zum Beispiel kann der Benutzer mit
hdparm -d1 /dev/hda
DMA für das erste IDE-Gerät anschalten.
Eine oft genutzte Funktion ist das Abschalten des Power Managements für Notebookfestplatten mit dem „Notebook-Festplatten-Bug“.
hdparm -B255 /dev/sd[a]
Weiterhin können Benchmarks ausgeführt werden und die Eigenschaften und aktuellen Einstellungen des ATA Laufwerkes selbst ausgelesen werden. Einige dieser Einstellungen können mit hdparm geändert werden, beispielsweise Automatic acoustic management (AAM). Diese Funktionen stehen auch in einer Windows-Version von hdparm zur Verfügung.
Das Programm muss mit root-/Administratorrechten laufen, da es sonst nicht auf das Device/Devicefile zugreifen darf.